# Робот

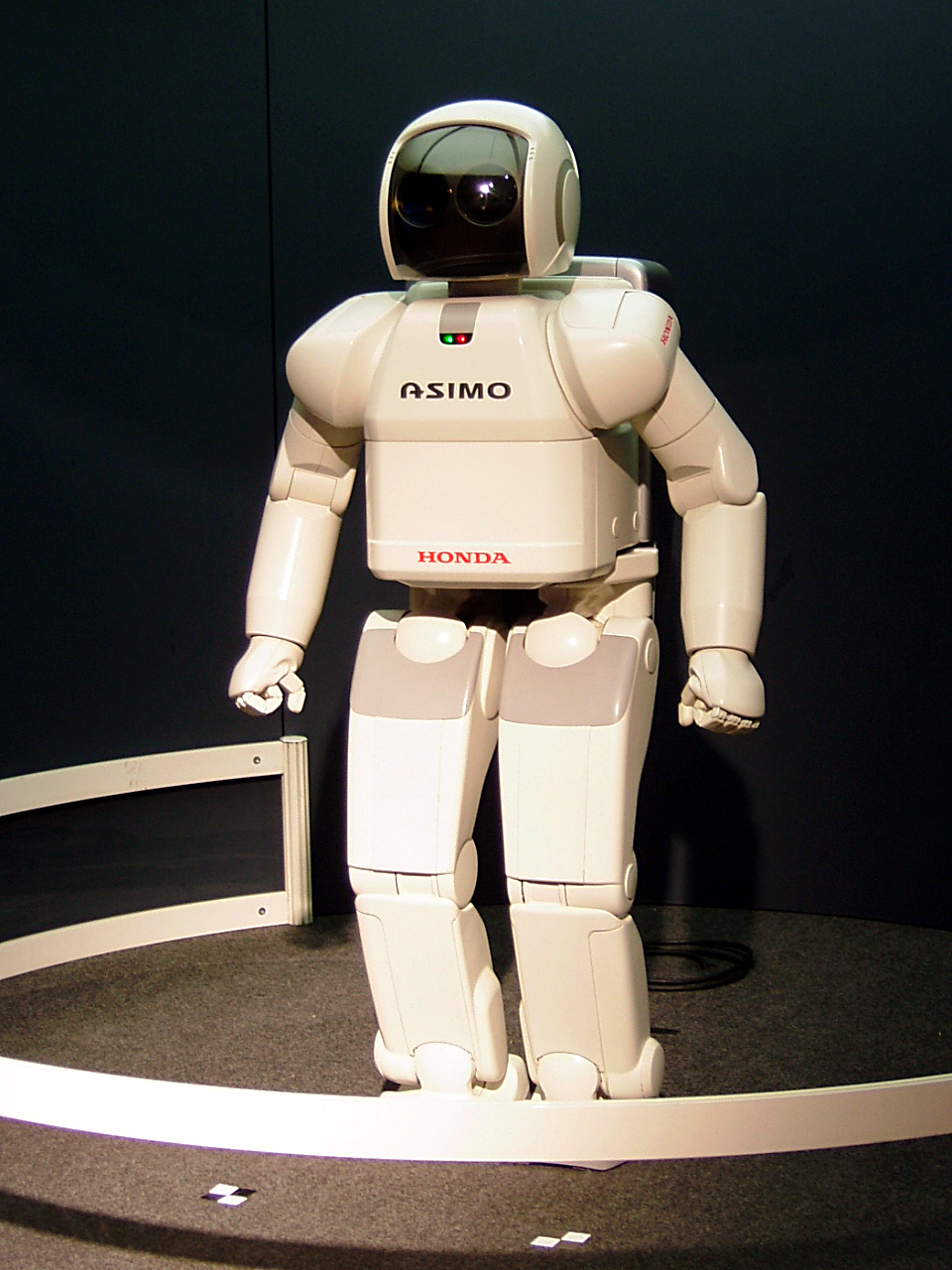
Робот-гуманоїд ASIMO виробництва фірми Honda

Ро́бот (від чеськ. robota — неоплачувана, зазвичай тяжка праця, праця на пана) — автоматичний пристрій, призначений для виконання виробничих та інших операцій, які зазвичай виконує безпосередньо людина. Для опису автоматичних пристроїв дія яких не має зовнішньої схожості з діями людини, переважно вживають термін «автомат».
У більшості випадків сучасні роботи промислового призначення — це «руки», маніпулятори, закріплені на основі і призначені для виконання одноманітної роботи на зразок складання, переміщення та інше. До роботів також належать мобільні пристрої, що працюють у небезпечних для людини середовищах і керовані дистанційно, наприклад роботи, котрі працюють на великих водних глибинах, у космосі, пристрої військового призначення (ведення розвідки, розмінування, доправлення боєприпасів тощо) та інше, а також роботизовані іграшки.
Робот може втілюватися як керований системою керування електромеханічний, пневматичний, гідравлічний пристрій або їх поєднання, основне призначення якого — заміна людини на виробництві, небезпечних чи шкідливих середовищах, побуті тощо.
Робот може безпосередньо виконувати команди оператора, може працювати за заздалегідь складеною програмою або дотримуватись набору загальних вказівок з використанням технології штучного інтелекту. Ці завдання дозволяють полегшити або зовсім замінити людську працю на виробництві, в будівництві, при роботі з важкими вантажами, шкідливими матеріалами, а також в інших важких або небезпечних для людини умовах.
Окремий вид роботів — нанороботи. Це роботи, розміром зіставні з молекулою (менше 10 нм), що мають здатність руху, обробки і передавання інформації, виконання програм. Нанороботи, які спроможні до створення власних копій, тобто самовідтворення, називаються реплікаторами. Наноробототехніка перебуває на науково-технічній стадії розвитку з перспективою застосування у медицині, генній інженерії та інших галузях.

## Визначення
Роботами можуть називатися як фізичні пристрої, так і комп'ютені програми, також звані ботами. Зазвичай до характеристик роботів зараховуються: керованість електронною програмою; обробка даних або фізичних подразників у електронному вигляді, що зумовлює певну реакцію робота; автономність; здатність до маніпуляцій фізичними об'єктами чи процесами; імітація діяльності людей або тварин; виконання певного завдання краще за людину (швидше, точніше, продуктивніше); виконання замість людини небажаної роботи.

## Походження терміна

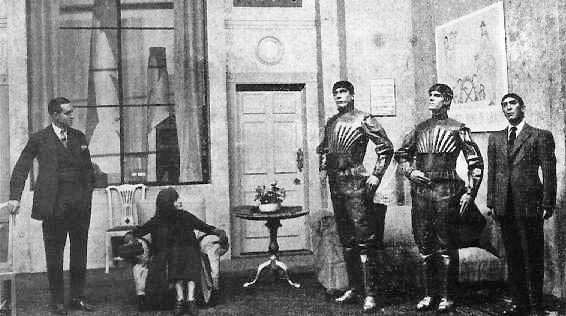
Сцена з вистави К. Чапека «R.U.R.» (1920), де присутні три роботи-гуманоїди

Прийнятий зараз у всьому світі термін був запропонований чеським письменником Карелом Чапеком та його братом Йозефом і вперше використаний у 1921 в п'єсі К.Чапека «Р.У.Р.» (чеськ. R.U.R.; скорочення від чеськ. Rossumovi univerzální roboti). Так він назвав штучних біологічних істот, які зовні нагадували людей та працювали замість людей.
Спочатку для означення такого типу технічних об'єктів було використане слово похідне від латинського «labor» (робота), але потім Карел Чапек прислухався до поради свого брата Йозефа й зупинився на похідній від чеського «robota». Чеською слово означало «важка, каторжна праця». Це цілком відповідало змістові п'єси, у якій роботи виконували замість людей усю найважчу або рутинну працю.
Упродовж декількох наступних років п'єсу поставили у більшості великих міст світу. Чапек отримав славу та статки, а слово «робот» увійшло до словників багатьох мов.
1928-го в першому виданні «Оксфордського словника англійської мови» при слові «робот» зазначалося, що його створив автор п'єси «Р. У. Р.» Карел Чапек. Той одразу спростував інформацію — вказав, що насправді творцем слова є його брат Йозеф.

## Функціональна схема робота

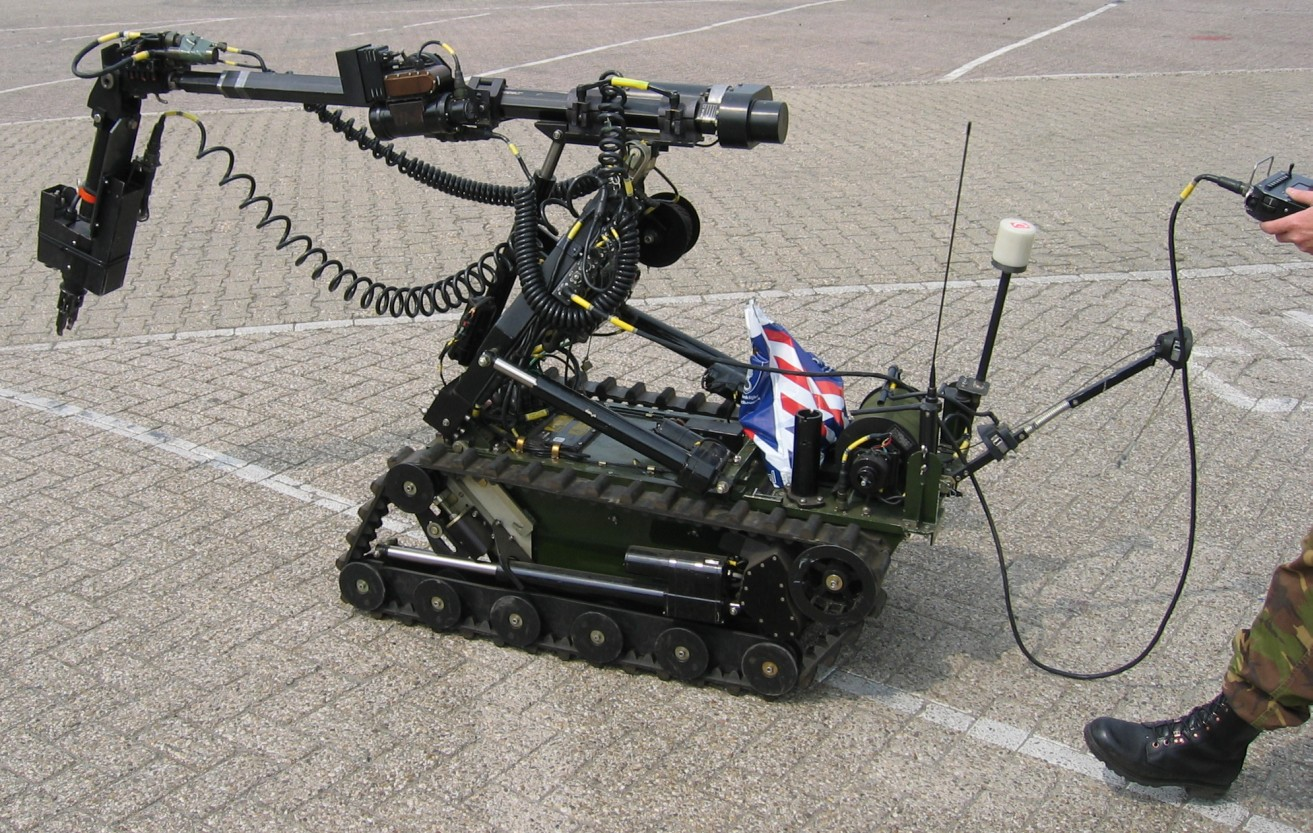
Робот на гусеничному ході

Сенсори дозволяють роботу збирати інформацію про довкілля, щоб використати її для зміни своєї поведінки. Відеокамери дозволяють роботу оцінювати форму та колір об'єктів, а також визначати розмір і відстань до об'єктів. Мікрофони дозволяють роботам виявляти звуки. Завдяки датчикам, як-от кнопки, вбудовані в бампери, робот здатний визначити зіткнення з перешкодою. Деякі роботи оснащені термометрами та барометрами для визначення температури та тиску навколишнього середовища. Роботи, оснащені датчиками виявлення та визначення відстані (лідарами), використовують лазери для побудови тривимірних карт довкілля; їх можуть замінювати ехолокатори. Деякі роботи оснащені спеціалізованими датчиками, як-от акселерометри та магнітометри, які дозволяють роботам орієнтуватися відносно сили тяжіння та магнітного поля Землі. Хімічні аналізатори використовують там, де є потреба в визначенні складу речовин, виявленні шкідливих домішок.
Маніпулятори (ефектори) — це частини робота, якими він орудує об'єктами навколо і всередині себе. Знаряддя, вмонтовані до робота, як-от свердло, називаються кінцевими ефекторами. Ефектори відповідають призначенню робота. Наприклад, для переміщення дрібних предметів, робота раціонально оснастити захватом, а для маніпуляцій з великими — присоскою. Стаціонарні роботи мають платформу, до якої прикріплюються; вона може бути нерухомою чи змінювати положення залежно від завдання.
Для переміщення робота використовують колеса, гусениці, пропелери, котрі приводять в рух електродвигуни. Пневматику та гідравліку застосовують там, де роботові потрібна велика сила для виконання певного завдання. Гучномовці дозволяють деяким роботам спілкуватися з ними або видавати звукові сигнали. Найпростіший робот має вигляд руки з прикріпленим до неї інструментом. Складніші можуть наслідувати будову живих організмів, зокрема й людини.
Керівні системи визначають поведінку робота. Залежно від їхнього типу, роботи можуть бути попередньо запрограмованими чи автономними. Попередньо запрограмовані роботи нечутливі до змін у довкіллі, або реагують на них дуже обмежено. Такі роботи працюють належно лише тоді, коли всі можливі зміни в довкіллі передбачені їхньою програмою дій. Автономні ж роботи реагують на зміни в довкіллі в широких межах.
Найпростіша керівна система складається з датчика, який при дії на нього подразника, запускає відповідний маніпулятор. Складніші системи містять пристрій-посередник (подобу мозку), здатний забезпечувати різні реакції на той самий подразник, залежно від контексту. Людино-машинний інтерфейс робота призначений для того, щоб людина могла коригувати поведінку робота. Це може бути пульт, до якого робот під'єднаний дротами, або окремий пристрій чи програма, наприклад, планшет із бездротовим зв'язком.
Джерело живлення забезпечує діяльність всіх інших частин робота. Стаціонарні роботи зазвичай, живляться від електромережі, тоді як автономні отримують енергію від акумуляторів або сонячних батарей.
Системи безпеки захищають робота чи людей від небажаних дій. Наприклад, системи аварійної зупинки припиняють діяльність робота, якщо вона виходить за певні межі. Також робот може подати сигнал людині, якщо в його роботі сталося щось непередбачене. Промислові роботи оснащуються пристроями, що зупиняють робота, коли поруч є людина, щоб випадково не травмувати її.

## Класифікації роботів

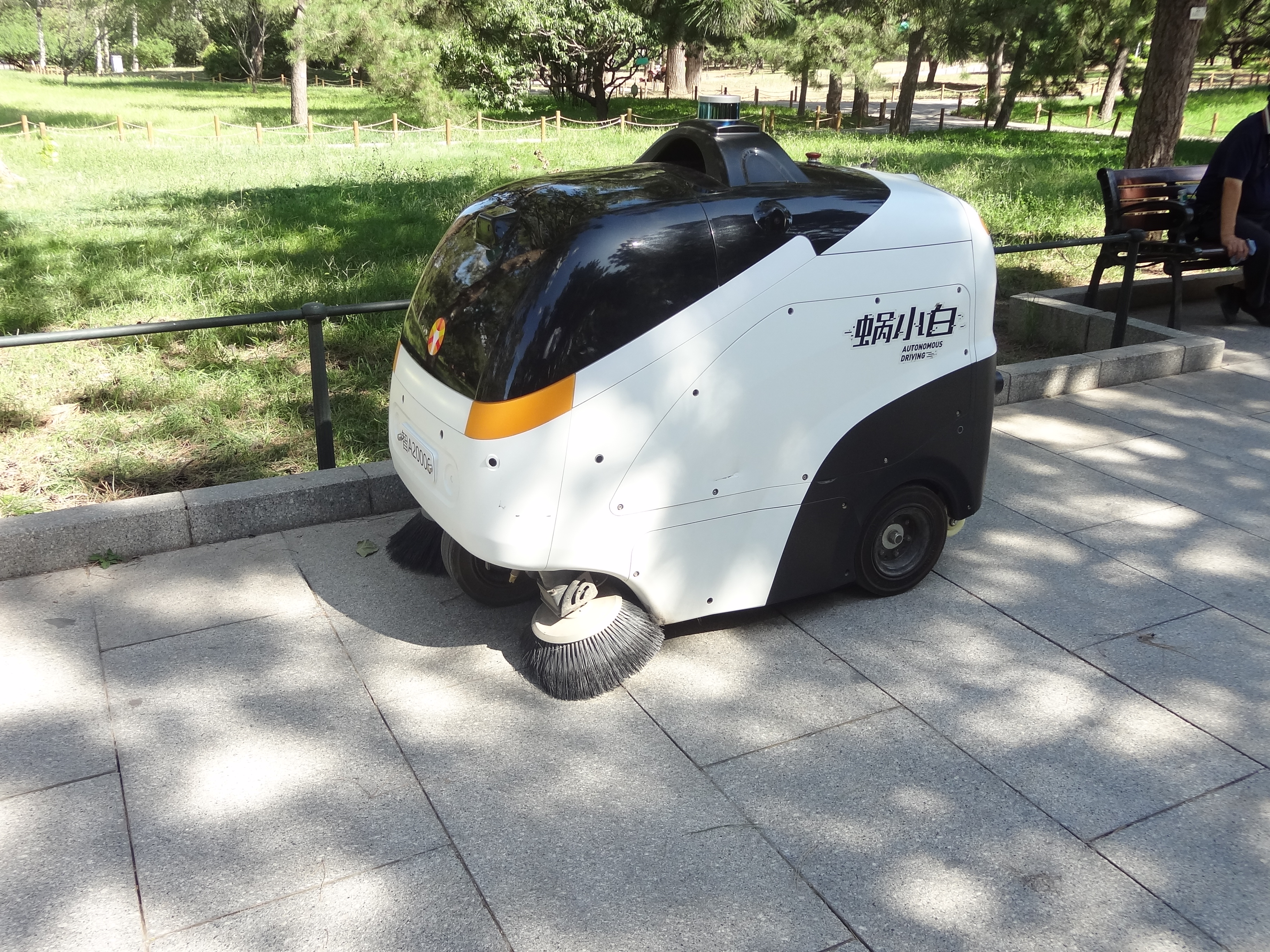
Робот-прибиральник

За середовищем, у якому діють роботи, вони поділяються на такі різновиди:
- Повітряні роботи, також знані як безпілотні літальні апарати (БПЛА) або дрони.
- Наземні або домашні роботи або безпілотні наземні транспортні засоби.
- Підводні роботи, або автономні підводні апарати.
- Полярні роботи, призначені для пересування крижаними та нерівними місцевостями.
- Роботи-доставники, призначені для переміщення матеріалів і припасів у розміченому робочому середовищі.

Роботів також можна розділити на дві групи за рухливістю: ті, які здатні пересуватися в своєму середовищі (дрони, роботизовані візки, зонди тощо), й ті, що жорстко в ньому закріплені (наприклад, роботизовані руки для зварювання металів).
За автономністю роботи бувають автономними та керованими. Автономні діють самостійно без спрямування з боку людини, тоді як керовані потребують зовнішніх команд у процесі виконання свого завдання.
Залежно від розміру, роботи поділяються на макророботів (роботів видимих розмірів), мікророботів (чиї розміри порівнянні з мікроорганізмами) і нанороботів (молекулярних і атомарних розмірів).

## Історія

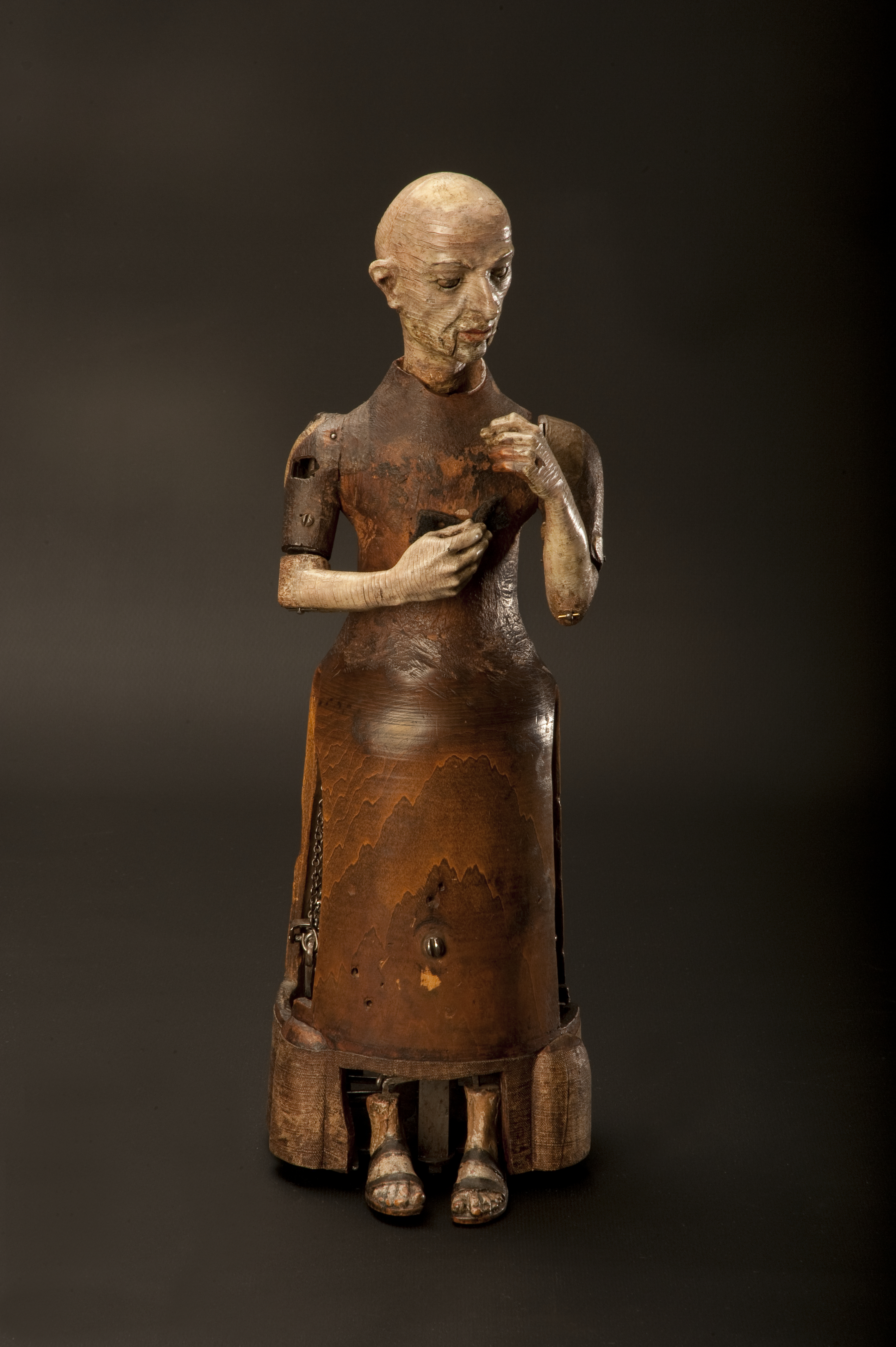
«Заводний молільник», зроблений Хуанело Торріано, 1560-і роки

Ідея помічника, зробленого з неживої матерії, відома щонайменше з античних часів. У давньогрецькій міфології бог Гефест створив для обслуги Олімпу та собі на допомогу слуг із золота. Острів Крит охороняв зроблений Гефестом мідний велетень Талос. Єврейська міфологія приписує рабинам уміння створювати големів — штучних людей із глини, призначених виконувати доручення. Середньовічні перекази Енеїди та Александріади, «Роман про Трою», містять згадки про золотих і мідних воїнів, які охороняють святині та інші важливі місця в далеких країнах.
Технологічними попередниками роботів були автоматони — механічні пристрої, здатні зображати якусь людську дію. Автоматони створювалися для розваги і водночас демонстрували майстерність механіків. Переважно вони були рухомими ляльками. В античному світі вони слугували своєрідною візитівкою елліністичної культури. В буддійських легендах також згадуються механічні охоронці реліквій. Санскритські тексти X—XI ст. розповідають про механічних служниць в Індії, здатних наливати парфуми з сосків і пупків. Елліністичні посібники з виготовлення автоматів, перекладені арабською мовою в IX ст. при дворі Аббасидів у Багдаді, вплинули на проєктування та будівництво автоматонів, які включали рухомі статуетки, механічних тварин, автоматизовані фонтани та годинники. Так, автоматон, створений Аль-Джазарі в 1206 році, зображав чотирьох музикантів, які грали на різних інструментах. «Заводний молільник», створений Хуанело Турріано у 1560-х роках приводився в рух пружиною та зображав чоловіка, який молиться, ворушачи губами та руками.
Поштовх створенню людиноподібних механізмів, які імітують різні дії, дали публічні розтини тіл і створення протезів кінцівок у XVI ст.
У 1949 році британський нейрофізіолог і винахідник американського походження Вільям Грей Волтер створив пару роботів у формі черепах, що живилися від батареї та могли маневрувати навколо предметів, орієнтуючись на джерело світла.
Першим стаціонарним промисловим роботом був програмований Unimate, гідравлічна рука з електронним керуванням, яка могла повторювати довільні послідовності рухів. Цього робота винайшов у 1954 році американський інженер Джордж Девол, а розробила компанія Unimation Inc. 1959 року прототип Unimate був представлений на ливарному заводі корпорації General Motors у Трентоні, Нью-Джерсі. 1961 року Condec Corp. поставила Unimate на завод General Motors, де робот переміщував гарячі металеві частини автомобілів.
У 1954 Barrett Electronics Corporation представила роботизований навантажувач, який використовували на продуктовому складі в Південній Кароліні. Роботи такого типу, названі AGV (Automatic Guided Vehicles) зазвичай рухаються вздовж дротів, прокладених по підлозі. У 1980-х роках AGV стали обладнувати мікропроцесорними контролерами, які дозволяли реалізувати складнішу поведінку. З 1990-х їх використовують на складах, орієнтуючись на світловідбивачі.

Наприкінці 1960-х і в 1970-і роки у Массачусетському технологічному інституті (MIT) і в Стенфордському університеті розробили досконаліших роботів з комп'ютерним керуванням і сенсорами-відеокамерами. Віктор Шейнман розробив роботизовану руку PUMA (Programmable Universal Machine for Assembly), яку з 1978 року використовували для складання автомобільних компонентів. PUMA неодноразово наслідували для створення промислових роботів різної спеціалізації. Того ж року японський дослідник автоматизації Хіроші Макіно сконструював SCARA (Selective Compliance Assembly Robot Arm) — роботизовану руку, здатну одним плавним рухом схопити та перемістити маленький предмет. З 1990-х років малі роботизовані руки стали поширеним обладнанням в лабораторіях молекулярної біології, точно обробляючи масиви пробірок і піпетуючи складні послідовності реагентів.

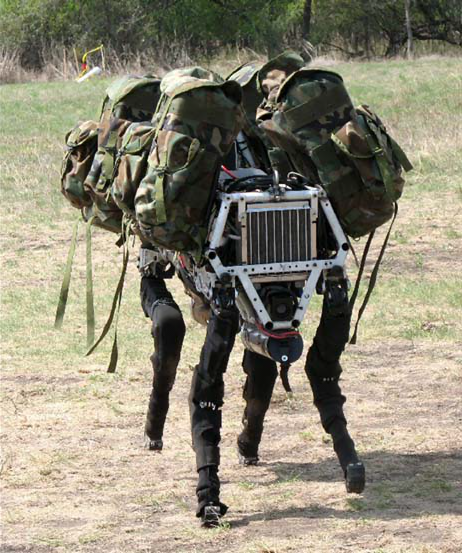
Чотириногий військовий робот «Cheetah»

 Хоча перших промислових роботів використовували у США, більшого поширення вони набули в Японії. Перспектива старіння населення та, як наслідок, нестача робочої сили спонукали японських виробників експериментувати з передовою автоматизацією. До кінця 1980-х років Японія, а саме робототехнічні підрозділи Fanuc Ltd., Matsushita Electric Industrial Company, Ltd., Mitsubishi Group і Honda Motor Company, Ltd. стала світовим лідером у виробництві та використанні промислових роботів. Високі витрати на робочу силу в Європі також спонукали до впровадження роботів. 2001 року в Європейському Союзі кількість промислових роботів уперше перевищила їхню кількість в Японії.
Перші програми робототехнічного бачення стали розроблятися на початку 1970-х років, щоб зробити поведінку роботів адаптивнішою. В середині 1980-х у МІТ створювалися експериментальні комахоподібні роботи, на яких відпрацьовувалися різні способи уникнення перешкод при русі. Дослідження допомогли створити марсоходи, які могли долати короткі відстані на Марсі без контролю з боку людей.
Компанія SRI International у 1960-і розробила Shakey, першого автономного робота, що орієнтувався завдяки власним сенсорам. Потім у середині 1980-х Honda запустила програму гуманоїдної робототехніки. Вона розробила P3, який міг ходити, а також потискати руки. Кульмінацією роботи став ASIMO.
У 1980-х роках з'явилися іграшки з мікропроцесорним керуванням, які могли говорити або рухатися у відповідь на звуки чи світло. Досконаліші моделі 1990-х розпізнавали голоси та слова. 1999 року корпорація Sony представила робота-собаку AIBO, що міг бігати за кольоровими м'ячами та розпізнавати. 1993 року міжнародне співтовариство дослідників організувало довгострокову програму розробки роботів, здатних грати в футбол, щоб удосконалювати таким чином нові способи орієнтування роботів у просторі та взаємодії одних з одними. Перші ігри під назвою RoboCup відбулися в 1997 році в Нагої, Японія.
У 2000 році Синтія Брізіл сконструювала Kismet — роботизовану голову, що зображала різні емоції та змінювала їх у відповідь на тон голосу. Roomba виробництва iRobot став першим функціональним роботом широкого вжитку, цей робот-пилосос, продажі якого розпочалися в 2002 році, продавця в кількості понад 15 млн примірників. З 2003 роботи-візки Kiva почали використовувати на складах для доставки товарів покупцям. У 2005 DARPA випробувало перший робоавтомобіль, який проїхав 211 км по пустелі Мохаве.
Boston Dynamics у 2004 створила чотириногого робота BigDog, здатного ходити по місцевості зі складним, брудним ландшафтом. А в 2013 вона розробила гуманоїдного робота Atlas, який міг ходити та виконувати сальто назад. Boston Dynamics також розробила чотириногого робота під назвою Spot, який може відновлювати рівновагу після ударів і падінь.
Військове застосування роботів розпочалося з 1972 року, коли було створено першого робота для розмінувань. Найбільше використовували розвідувальних та ударних повітряних роботів після Холодної війни. Станом на 2022 рік, понад 100 країн мали їх у своїх арміях.
В 2023 році, вперше в світі, людиноподібний робот Софія отримала громадянство Саудівської Аравії.

## Сфери застосування

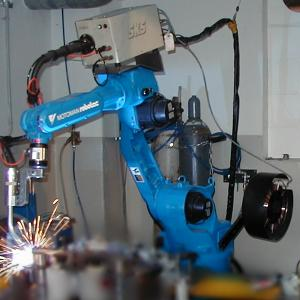
Промисловий зварювальний робот

### Масове виробництво
Промислові (індустріальні) роботи в останні десятиріччя майже повністю замінили людську працю в різноманітних галузях, особливо в технологічних процесах, де потрібна висока точність, швидкість та одноманітність, повторюваність операцій — в машинобудуванні та обробці матеріалів, у виробництві мікропроцесорів і навіть в таких технологіях як виробництво або складання паперово-картонної тари.
Роботизовані візки широко застосовуються великими компаніями для перевезень вантажів на складах.

### Сільське господарство
Сільськогосподарський робот або агроробот — робот, якого використовують у сільськогосподарських цілях.
Основна область застосування роботів у сільському господарстві — процес вирощення та збирання врожаю. Фермери вже використовують роботизовані трактори та жатки. Експериментальні роботи автоматизують такі операції, як обрізка, проріджування, косіння, обприскування та видалення бур'янів, боротьба зі шкідниками та хворобами рослин.
Доволі широко роботи задіяні в сортуванні сільськогосподарської продукції.

### Моніторинг
Роботи зручні для збирання інформації про умови довкілля, особливо в небезпечних або важкодоступних місцях, як-от узбережні води чи шахти.

### Медицина

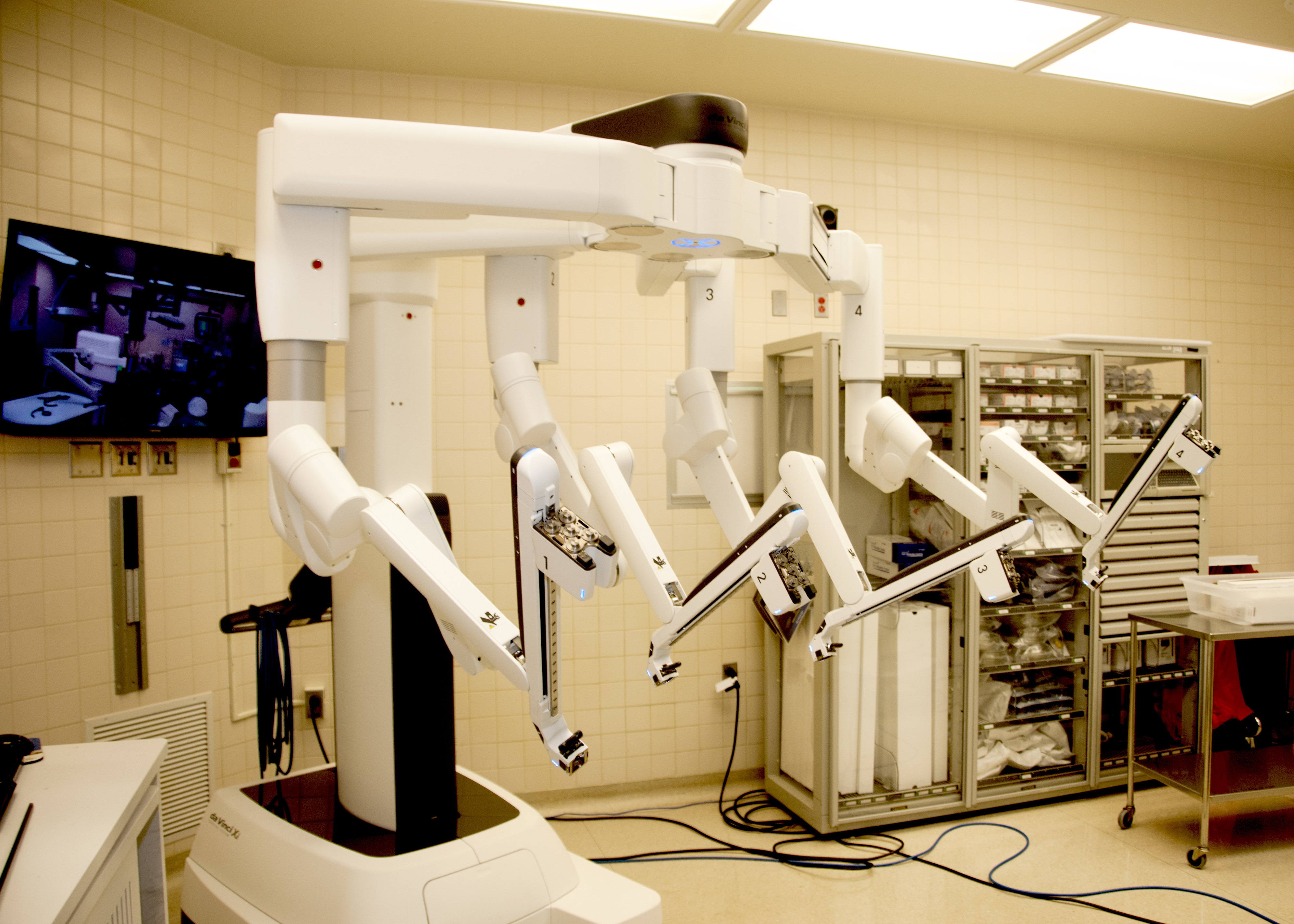
Хірургічний робот daVinci Xi

Застосування роботів у медицині включає допомогу в хірургічних операціях, догляді та спостереженні за хворими. Роботи виконують дрібні точні операції всередині тіла, де є ризик пошкодити судини, наприклад, у серці чи репродуктивних органах. Також роботи допомагають у реабілітації людям з обмеженою рухливістю, піднімаючи їх із ліжок і транспортуючи. Роботи здатні наглядати за психічним здоров'ям пацієнтів за допомогою відеокамер і мікрофонів.
Роботи в вигляді людини чи окремих частин тіла слугують для тренувань медиків.
Крім того роботів використовують для отримання отрут, що є складниками деяких ліків, із отруйних тварин, як-от скорпіонів.
Мікро- та нанороботи є перспективним засобом збору біологічного матеріалу, точної доставки ліків усередині організму та виконання хірургічних операцій з мінімальною шкодою для пацієнтів.

### Побут

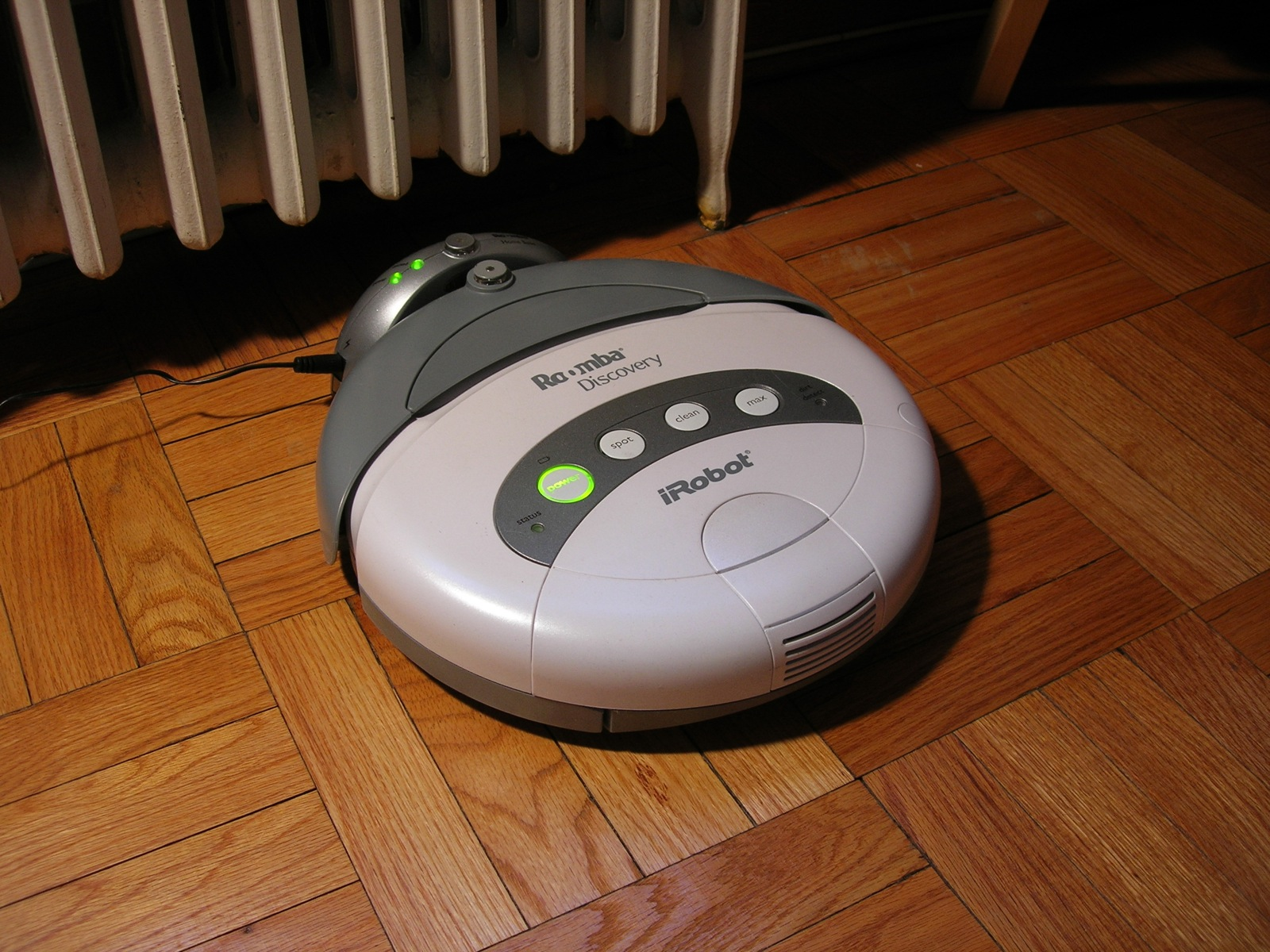
Робот-пилосос Roomba на зарядній станції

Побутовий робот — робот, призначений для допомоги людині в повсякденному житті. Більшість побутових роботів — це автономні пристрої для прибирання та нагляду за домівкою: роботи-прибиральники (робот-пилосос, робот для миття підлоги тощо), роботизовані газонокосарки, роботи для чищення басейнів, каналізаційних труб тощо, роботизовані камери спостереження.
До побутових роботів також зараховуються домашні роботи-іграшки та соціальні роботи чи «емоційні компаньйони», які замінюють співрозмовників.

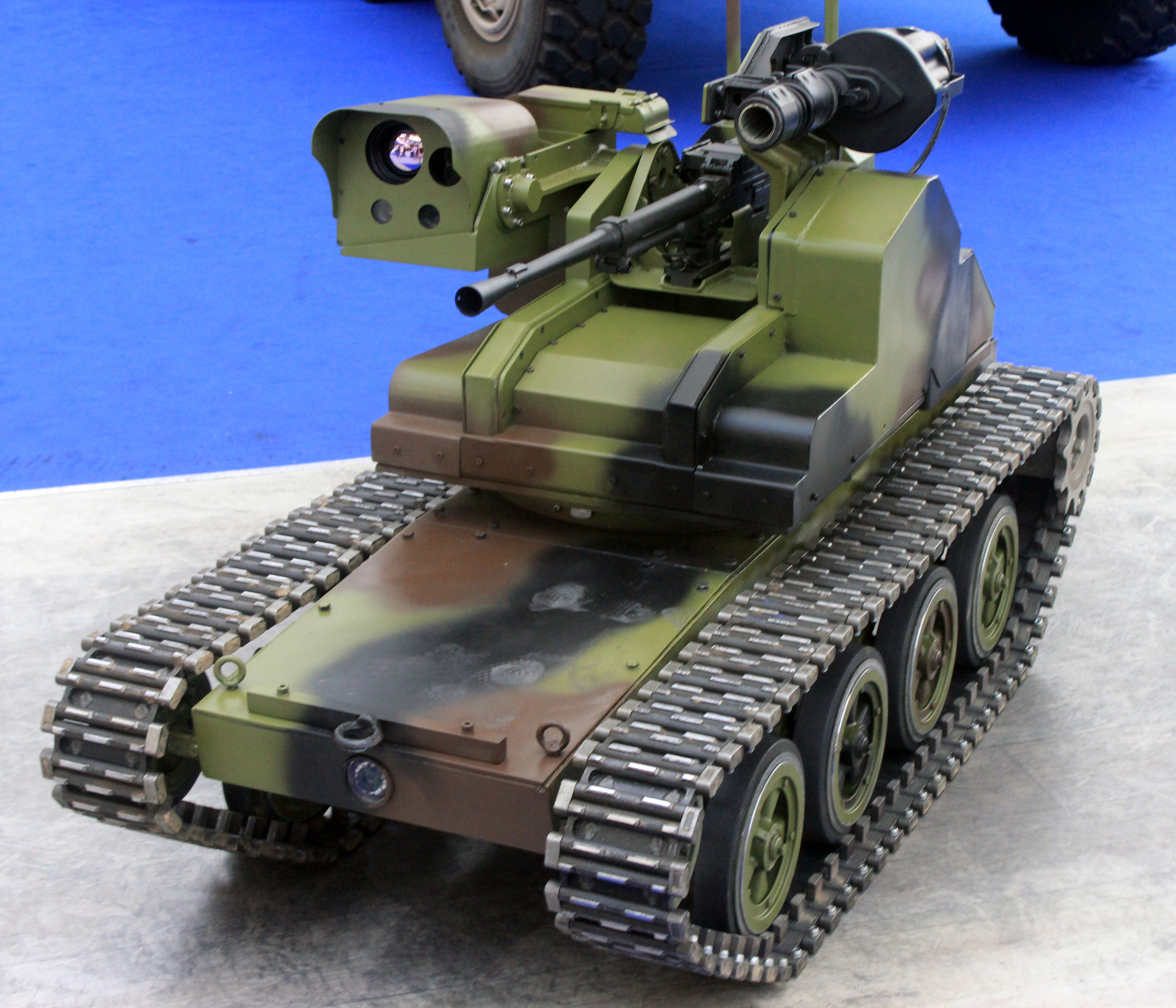
Роботизована збройна платформа Miloš

### Війна та правоохоронність
Поширеними роботами військового спрямування є дрони, які використовують для спостереження та цілевказування на полі бою. Військові безпілотники, які літають над районами війни та конфліктів, у ситуаціях захоплення заручників, а також у зонах стихійних лих і техногенних катастроф, здатні оцінювати рівень небезпеки та надавати солдатам і рятувальникам інформацію в реальному часі. Дрони також здобули широке використання як засоби доставки ракет для ураження цілей на ворожій території. Зазвичай дрони доставляють ракети в напівавтоматичному режимі, а атака відбувається за командою.
Наземні колісні та гусеничні роботи, обладнані руками, допомагають у виявленні та знешкодженні вибухових пристроїв. Експериментальні роботи транспортують військове спорядження, евакуюють постраждалих людей, можуть бути озброєні для вогневої підтримки солдатів і поліції.
Роботів використовують також для імітації цілей під час тренувань з бойової стрільби.

### Розваги
Розважальні роботи призначені сприяти проявам емоцій у людей. Це здебільшого роботи-іграшки, так, як робособака AIBO. Розважальних роботів можуть використовувати у змаганнях, наприклад, грати в футбол; реагувати на мову та жести; слугувати рухомими скульптурами персонажів масової культури; допомагати в розвагах, наприклад, подавати тенісні м'ячі; готувати та роздавати напої тощо. На роботів можуть монтуватися атракціони, освітлювальна техніка.

### Освіта

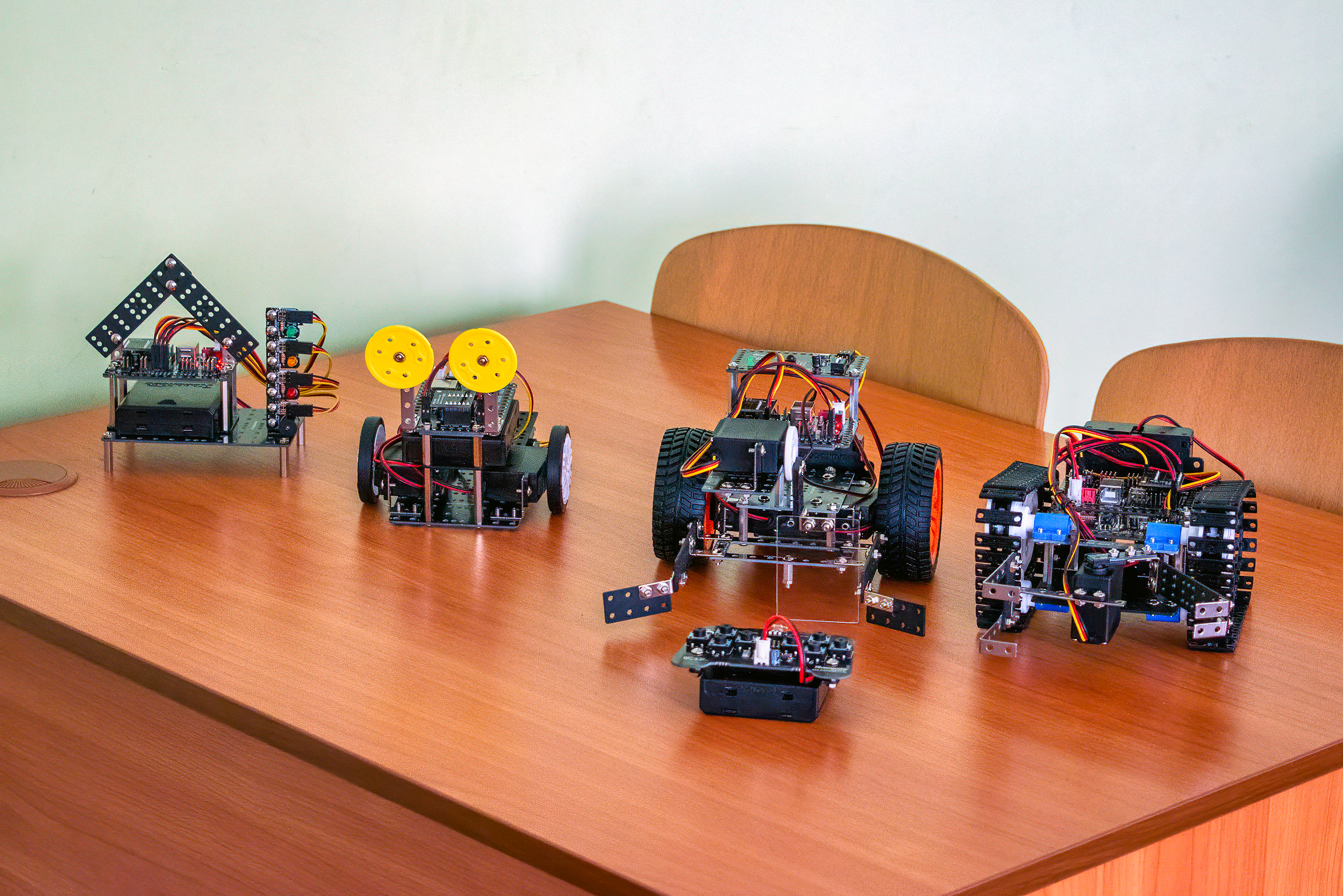
Освітні роботи, зібрані з конструктора RoboRobo

Роботи мають застосування в освіті, щоб допомагати молодшим дітям навчитися сприймати емоції, розігрувати освітні сценарії, можуть виконувати за педагогів рутинні завдання. Помітне поширення роботи мають у STEM-освіті, заохочуючи дітей та підлітків вивчати предмети через практичні завдання, пов'язані з роботами: їх конструювання, програмування.

## Відомі виробники роботів
Існують компанії, що спеціалізуються на виробництві роботів (серед найбільших — iRobot Corporation). Роботів також розробляють та випускають деякі компанії, що працюють у галузі високих технологій: ABB, Honda, Mitsubishi, Sony, World Demanded Electronic, Gostai, KUKA.
Проводяться виставки роботів, наприклад найбільша у світі iRex (англ. International robot exhibition; проводиться на початку листопада один раз на два роки в Токіо, Японія).

## Етика використання роботів
Етика використання роботів або робоетика поєднує ідеї експертів у галузі робототехніки, штучного інтелекту, інформатики та інженерії з думками експертів у галузі філософії, права, психології та соціології, задля впевненості, що розробки та впровадження автоматизації не створюють етичної небезпеки для окремих людей і суспільства.
Айзек Азімов у оповіданні «Брехун!» 1941 року вперше описав три закони робототехніки, що, на його думки, мали б убезпечити людей від можливої шкоди з боку роботів:
1. Робот не може нашкодити людині або через свою бездіяльність допустити, щоб людині було завдано шкоди;
2. Робот мусить підкорятися наказам людини, коли ці накази не суперечать Першому закону;
3. Робот повинен дбати про свою безпеку доти, поки це не суперечить Першому і Другому законам.

## Роботи в культурі

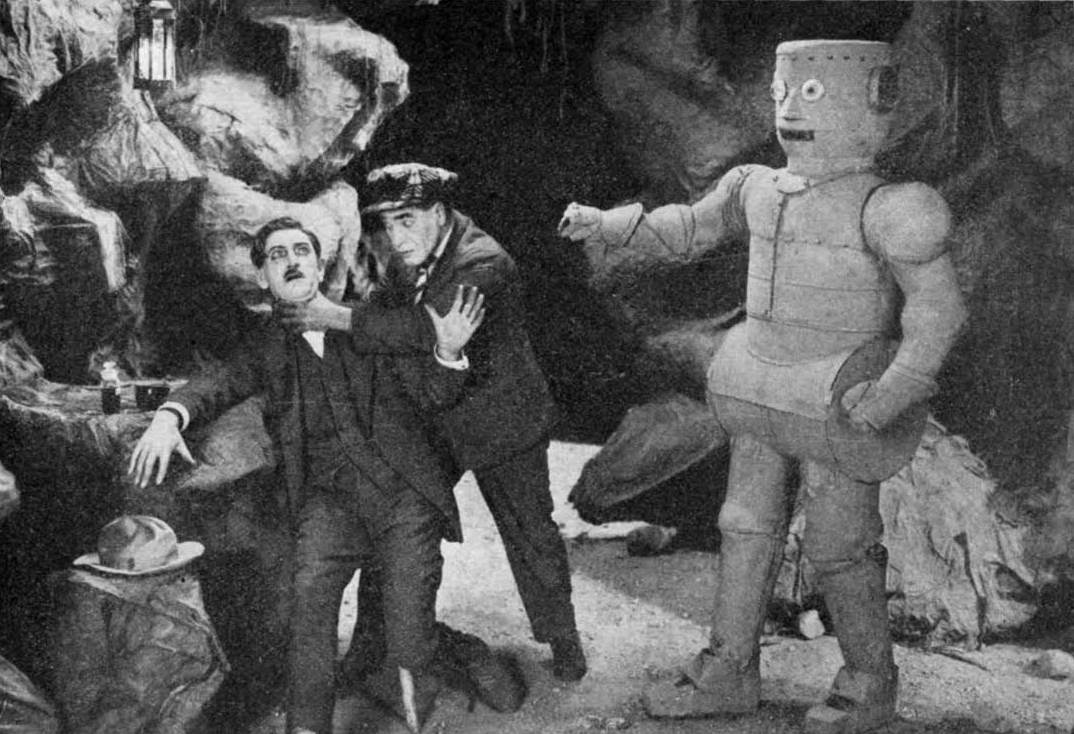
Кадр із фільму «Найбільша таємниця» (1919)

Розповіді про механізми, здатні замінити людей, існували задовго до появи самих роботів. Ранні міфологічні тексти виражають захват працею майстрів, які створювали металевих слуг, і правителів, яким вони служили. Але в легендах епохи Відродження та Нового часу різні рухомі статуї часто знищують невігласи. З XIX ст. розвивається тема механізмів, які так імітують людину, що їх важко відрізнити. Так, герой оповідання Гофмана «Пісочна людина» (1816) закохується в механічну ляльку, яку сприймає за живу дівчину, і божеволіє, розкривши правду. У романі «Парова людина прерій» (1868) юний винахідник мандрує по Дикому Заходу у візку, який тягне парова людина; втім, вона була по суті «паровозом на ногах» без жодної самостійності.
Розвивалася також тема перетворення людини на робота — буквально чи метафорично — втрата людиною свободи. В казці Френка Баума «Чарівник країни Оз» (1900) дроворубу поступово замінюють частини тіла протезами і він стає Бляшаним Дроворубом. Він символізує дегуманізацію та безнадію, які відчували промислові робітники в період написання книги. В його ж книзі «Озма з країни Оз» (1907) фігурує повністю механічний персонаж Тік-Так. Іноді самі він вказується як перший робот у літературі (ще до появи самого слова «робот»). Людиноподібні механізми також з'явилися в кіно до того, як отримали окрему назву. В фільмі «Найбільша таємниця» (1919) з Гаррі Гудіні він має назву «автомат».
Попри те, що ідея робота існувала давно, саме «Р.У.Р.» (1920) Чапека часто вважають поворотним твором, який поставив складні питання щодо розвитку технологій і вперше зобразив масове повстання роботів проти людей.

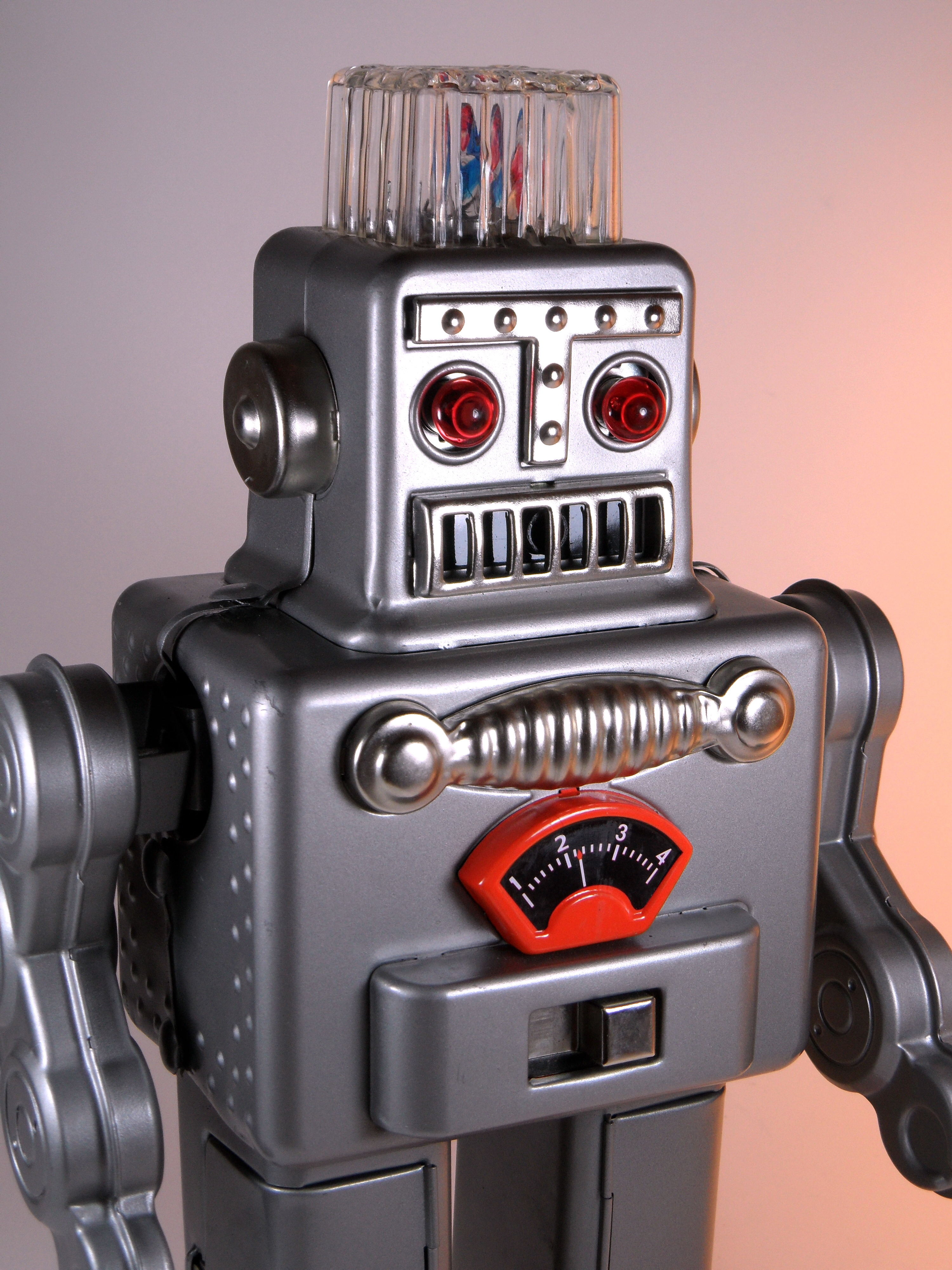
Іграшка в вигляді робота

У 1927 році у фільмі Фріца Ланга «Метрополіс» з'явилася робот Марія, що руйнує репутацію справжньої Марії, розпочинаючи повстання та спричиняючи хаос у місті майбутнього.
У 1950-х і 1960-х роках роботи почали втілювати оптимізм людей щодо повоєнного майбутнього. Набули популярності іграшки у вигляді роботів. На виставках демонструвалися людиноподібні механізми, обіцялося, що невдовзі вони стануть помічниками в повсякденних справах. Вагомий внесок у створення робоетики зробив Айзек Азімов оповіданнями, що зосереджені на проблемах, які виникають, коли роботи не знають, як правильно поводитися у складних реальних ситуаціях.
У 1970-х роках повернулися роботи-вороги, виразним прикладом чого є серіал «Зоряний крейсер „Галактика“», що отримав ремейк у 2004 році. В ремейку ворожі роботи сайлони стали настільки гуманоїдними, що їх неможливо відрізнити від справжніх людей, що ставить низку моральних питань.
Різноманітність роботів у мистецтві обширна: від вірних слуг до героїв і смертельних ворогів. Деякі виконують завдання там, де не справилися б люди (як R2D2 з «Зоряних воєн»). Нерідко роботи своїми вчинками ставлять питання: що означає бути людиною? Таким є, наприклад, Дейта з «Зоряний шлях: Наступне покоління». Також робот може поставати бунтівним творінням, яке прагне знищити людей з огляду на їхні недоліки або упереджене ставлення до самих роботів. Буває, робот виявляється ворожим через бажання виконати поставлене завдання всупереч обставинам (HAL9000 у «Космічній Одіссеї»). В інших випадках він герой, який здійснює вольові вчинки, втілюючи найкращі людські якості (як Оптимус Прайм із «Трансформерів»).

## Додаткова література

### Книги
- Серія книг Springer Tracts in Advanced Robotics (Springer Nature, 2005—2024+)
- Серія книг Intelligent Robotics and Autonomous Agents series (MIT, 1997—2023+)
- Серія книг Chapman & Hall/CRC Artificial Intelligence and Robotics Series (Taylor & Francis; 2017—2024+)

### Журнали
- International Journal of Robotics Research (SAGE Publications)
- IEEE Transactions on Robotics (Інститут інженерів з електротехніки та електроніки, IEEE)
- Robotics and Autonomous Systems (Elsevier)
- Autonomous Robots (Springer Nature)
- Robotics and Computer-Integrated Manufacturing (Elsevier)
- Journal of Field Robotics (John Wiley & Sons)
- IEEE Robotics and Automation Magazine (Інститут інженерів з електротехніки та електроніки, IEEE)
- Journal of Intelligent and Robotic Systems: Theory and Applications (Springer Nature)
- IEEE Robotics and Automation Letters (Інститут інженерів з електротехніки та електроніки, IEEE)
- Science Robotics (сайт; AAAS)
- Advanced Robotics (Taylor & Francis)
- Advanced Intelligent Systems (сайт; Wiley-VCH)